# Caesareopapism
Caesareopapism (av caesar och papa, "påve"), begrepp som präglats på 1700-talet och betecknar föreningen av den högsta kyrkliga och världsliga makten hos den världslige härskaren. Uttrycket används särskilt om förhållandena i det bysantinska riket och i Ryssland under tsarväldet.